# Gardon de Saint-Jean
Der Gardon de Saint-Jean ist ein Fluss in Frankreich, der in der Region Okzitanien verläuft. Er entspringt im Nationalpark Cevennen, im Gemeindegebiet von Bassurels, entwässert generell Richtung Ost bis Südost und mündet nach rund 
49 Kilometern unterhalb von Corbès als linker Nebenfluss in den Gardon, der sich in diesem Teilabschnitt Gardon de Mialet nennt. Auf seinem Weg durchquert der Gardon de Saint-Jean die Départements Lozère und Gard.

## Orte am Fluss
- Bassurels
- Saint-André-de-Valborgne
- Saint-Jean-du-Gard
- Corbès